# Abies vilmorinii
Abies vilmorinii là một loài thực vật hạt trần trong họ Pinaceae. Loài này được Mast. mô tả khoa học đầu tiên năm 1901.